# Asediul asupra Aiguillon
Asediul asupra Aiguillon, un episod din războiul de o sută de ani, a început la 1 aprilie 1346, când o armată franceză comandată de Ioan al II-lea al Franței, a asediat orașul Gasconia din Aiguillon. Orașul a fost apărat de o armată Anglo-Gascon sub 
Ralph de Stafford, primul conte de Stafford.
În 1345, Henry, Earl de Lancaster, a fost trimis la Gascony în sud-vestul Franței, cu 2.000 de bărbați și resurse financiare mari. În 1346, francezii și-au concentrat eforturile în sud-vest și, la începutul sezonului de campanie, o armată de 15.000-20.000 de oameni a pornit în valea Garonnei. Aiguillon comandă atât râurile Garonne, cât și Lot, și nu a fost posibil să susțină o ofensivă mai departe în Gascony decât dacă orașul a fost luat. Ducele Ioan, fiul și moștenitorul aparent al lui Filip al VI-lea, a asediat orașul. Garnizoana, în jur de 900 de bărbați, a fost sortită în mod repetat pentru a întrerupe operațiunile franceze, în timp ce Lancaster a concentrat principala forță Anglo-Gascon la La Réole, la 48 de kilometri, ca amenințare. Ducele Ioan nu a putut niciodată să blocheze complet orașul și a constatat că propriile sale linii de alimentare au fost hărțuite în mod serios. Cu o ocazie, Lancaster și-a folosit forța principală pentru a escorta un tren de aprovizionare mare în oraș.
În iulie, principala armată engleză a aterizat în nordul Franței și sa mutat spre Paris. Philip VI a ordonat în repetate rânduri fiului său, Duke John, să desființeze asediul și să-și aducă armata la nord. Ducele Ioan, considerând că este o chestiune de onoare, a refuzat. Până în august, sistemul de alimentare francez sa desființat, în tabăra lor a apărut o epidemie de dizenterie, dezertarea a fost foarte mare, iar ordinele lui Philip VI deveniseră imperioase. La 20 august, francezii au abandonat asediul și tabăra lor și au mers departe. Șase zile mai târziu, principala armată franceză a fost bătută decisiv în bătălia de la Crécy, cu pierderi foarte mari. La două săptămâni după această înfrângere, armata lui Duke John sa alăturat supraviețuitorilor francezi.